# Rajd Monte Carlo 1968
Rajd Monte Carlo 1968 (37. Rallye Automobile de Monte-Carlo) – rajd samochodowy rozgrywany w Monaco od 20 do 25 stycznia  1968 roku. Była to pierwsza runda Rajdowych Mistrzostw Europy w roku 1968. Rajd został rozegrany na asfalcie i śniegu.

## Wyniki końcowe rajdu[1]
| Msc. | Kierowca        | Pilot               | Samochód                 | Czas    |
| ---- | --------------- | ------------------- | ------------------------ | ------- |
| 1.   | Vic Elford      | David Stone         | Porsche 911 T            | 3:55:16 |
| 2.   | Pauli Toivonen  | Martti Tiukkanen    | Porsche 911 T            | 3:56:32 |
| 3.   | Rauno Aaltonen  | Henry Liddon        | BMC Mini Cooper          | 4:00:51 |
| 4.   | Tony Fall       | Mike Wood           | BMC Mini Cooper          | 4:03:55 |
| 5.   | Paddy Hopkirk   | Ron Crellin         | BMC Mini Cooper          | 4:04:12 |
| 6.   | Ove Andersson   | John Davenport      | Lancia Fulvia HF         | 4:04:26 |
| 7.   | Jean Vinatie    | Jean-Francois Jacob | Alpine-Renault A110 1300 | 4:04:36 |
| 8.   | Leo Cella       | Alcide Paganelli    | Lancia Fulvia HF         | 4:06:47 |
| 9.   | Hannu Mikkola   | Ainssi Jarvi        | Datsun 2000              | 4:09:08 |
| 10.  | Björn Waldegård | Lars Helmer         | Porsche 911 T            | 4:11:43 |

## Klasyfikacja kierowców po 1 rundzie ERC[2]
| Lp | Kierowca       | Pkt. |
| -- | -------------- | ---- |
| 1  | Vic Elford     | 13   |
| 2  | Pauli Toivonen | 8    |
| 3  | Rauno Aaltonen | 8    |